# Sergej Vinogradski
Sergej Nikolajevič Vinogradski  (rusko Сергей Николаевич Виноградский; ukrajinsko Сергій Миколайович Виноградський), * 13. september (po julijanskem koledarju 1. september) 1856, Kijev, † 24. februar 1953, Brie-Comte-Robert), objavljen tudi pod imenom Sergius Winogradsky je bil ukrajinski mikrobiolog, ekolog, tuji član Kraljeve družbe in znanstvenik za tla, ki je bil pionir koncepta biogeokemičnega cikla.
Vinogradski je odkril prvo znano obliko litotrofije med svojimi raziskavami z Beggiatoo leta 1887. Poročal je, da je Beggiatoa oksidiral vodikov sulfid (H2S) kot vir energije in tvoril znotrajcelične kapljice žvepla. Ta raziskava je zagotovila prvi primer litotrofije, ne pa tudi avtotrofije. Rojen v glavnem mestu današnje Ukrajine, njegovo zapuščino slavi tudi ta narod.
Njegova raziskava o dušičnih bakterijah bi poročala o prvi znani obliki kemoavtotrofije, ki bi pokazala, kako litotrof veže ogljikov dioksid (CO2), da tvori organske spojine.
V šolski znanosti je najbolj znan kot izumitelj tehnike Vinogradski steber za preučevanje sedimentnih mikrobov.

## Življenjepis
Vinogradski se je rodil v Kijevu v Ruskem imperiju v družini bogatih odvetnikov. Med njegovimi predniki po očetovi strani so bili kozaški atamani, po materini strani pa je bil povezan z rodbino Skoropadskih. Vinogradski je bil v mladosti »strogo predan pravoslavni veri«, čeprav je kasneje postal neveren.
Po maturi na 2. kijevski gimnaziji leta 1873 je začel študirati pravo, vendar se je leta 1875 vpisal na Carski glasbeni konservatorij v Sankt Peterburgu, da bi študiral klavir. Vendar se je po dveh letih glasbenega šolanja leta 1877 vpisal na Sanktpeterburško carsko univerzo, da bi študiral kemijo pri Nikolaju Menšutkinu in botaniko pri Andreju Famincinu, diplomiral je leta 1881 in ostal na magistrskem študiju botanike, ki ga je opravil leta 1884. Leta 1885 se je preselil na Univerzo v Straßburgu, da bi delal pri priznanem botaniku Antonu de Baryju, ki je pozneje postal znan po svojem delu o žveplovih bakterijah.
Leta 1888, po de Baryjevi smrti, se je preselil v Zürich, kjer je začel raziskovati proces nitrifikacije, identificiral rodove Nitrosomonas in Nitrosococcus, ki oksidira amonijev ion v nitrit, in Nitrobacter, ki oksidira nitrit v nitrat.
V letih 1891–1905 se je vrnil v Sankt Peterburg, kjer je leta 1902 doktoriral in od takrat naprej vodil oddelek za splošno mikrobiologijo Inštituta za eksperimentalno medicino. V tem obdobju je identificiral obvezni anaerob Clostridium pasteurianum, ki je sposoben vezati atmosferski dušik. V Sankt Peterburgu je usposabljal Vasilija Omelianskega, ki je v naslednjih desetletjih populariziral koncepte in metodologijo Vinogradskega v Sovjetski zvezi.
Leta 1901 je bil izvoljen za častnega člana Moskovskega društva naravoslovcev, leta 1902 pa za dopisnega člana Francoske akademije znanosti. Leta 1905 je znanstvenik zaradi slabega zdravja zapustil inštitut in se iz Sankt Peterburga preselil v mesto Gorodok v Podoliji, kjer je bil od leta 1892 lastnik ogromnega posestva. Pravzaprav se je Vinogradski, medtem ko je delal kot direktor Inštituta za eksperimentalno medicino, odpovedal svoji plači, ki je bila nakazana na poseben račun, nato pa ta sredstva porabil za gradnjo prostora za znanstveno knjižnico, katere kot direktor je živel od dohodka s posestva, kjer so se opravljala kmetijska dela.
V Gorodoku se je Vinogradski ukvarjal s problemi kmetijstva in talne znanosti. Uvajal je nove načine gospodarjenja, kupoval najboljše sorte semen, rastlin in živine ter napredno tehnologijo. Njegovo posestvo je postalo eno najbogatejših in najuspešnejših v Podolju in je ostalo donosno tudi med prvo svetovno vojno, ko je padlo pod avstro-ogrsko okupacijo.
Leta 1905 se je upokojil iz aktivnega znanstvenega dela in svoj čas delil med zasebnim posestvom v Gorodoku in Švico. Po revoluciji leta 1917 je Vinogradski odšel najprej v Švico in nato v Beograd. Leta 1922 je sprejel povabilo, da vodi oddelek za kmetijsko bakteriologijo Pasteurjevega inštituta na poskusni postaji v Brie-Comte-Robert v Franciji, približno 30 km od Pariza. V tem obdobju se je ukvarjal s številnimi temami, med drugim z železovimi bakterijami, nitrifikacijskimi bakterijami, fiksacijo dušika z Azotobacter, bakterijami, ki razgrajujejo celulozo, in metodami gojenja talnih mikroorganizmov. Leta 1923 je Vinogradski kljub emigraciji postal častni član Ruske akademije znanosti. Leta 1940 se je upokojil iz aktivnega življenja in leta 1953 umrl v Brie-Comte-Robertu.

## Odkritja
Vinogradski je odkril različne biogeokemične cikle in dele teh ciklov. Ta odkritja vključujejo:
- Njegovo delo o oksidaciji bakterijskega sulfida, po katerem je postal znan, vključno s prvo znano obliko litotrofije (v Beggiatoi).
- Njegovo delo o kroženju dušika, vključno z:
  - Identifikacija obligatnega anaeroba Clostridium pasteurianum je prosto živeči mikrob, ki je sposoben vezati atmosferski dušik in ne živi v gomoljih korenin stročnic.
  - Kemosinteza – njegovo najbolj opazno odkritje
  - Vinogradskijev steber

### Kemosinteza
Vinogradski je najbolj znan po odkritju kemoavtotrofije, ki je kmalu postala popularno znana kot kemosinteza, proces, s katerim organizmi črpajo energijo iz številnih različnih anorganskih spojin in pridobivajo ogljik v obliki ogljikovega dioksida. Prej je veljalo, da avtotrofi pridobivajo energijo izključno iz svetlobe, ne pa iz reakcij anorganskih spojin. Z odkritjem organizmov, ki so kot vir energije oksidirali anorganske spojine, kot sta vodikov sulfid in amonij, lahko avtotrofe razdelimo v dve skupini: fotoavtotrofe in kemoavtotrofe. Vinogradski je bil eden prvih raziskovalcev, ki je poskušal razumeti mikroorganizme zunaj medicinskega konteksta, zaradi česar je bil med prvimi študenti mikrobne ekologije in okoljske mikrobiologije.
Vinogradskijev steber ostaja pomemben prikaz kemoavtotrofije in mikrobne ekologije, prikazane na predavanjih mikrobiologije po vsem svetu.

## Spominska obeležja
- Inštitut za mikrobiologijo Ruske akademije znanosti od leta 2003 nosi ime Vinogradskega.
- Leta 2012 so znanstveniku odkrili doprsni kip na območju njegovega nekdanjega posestva v mestu Horodok v regiji Hmelnicki v Ukrajini.
- V Ukrajini proučevanje in popularizacijo življenja in dejavnosti Sergeja Vinogradskega spodbuja klub Vinogradski, katerega središče je v Muzeju lokalne zgodovine Horodok (G-MUSEUM). Ena od muzejskih razstav je rekonstrukcija laboratorija Vinogradskega v Brie-Comte-Robertu, vključno z voščeno figuro znanstvenika.

- Doprsni kip Vinogradskega
- Vinogradskega laboratorij v G-MUSEUM